# Cashel
Cashel (Iers Caiseal Mumhan, Stenen fort van Munster) is een plaats in het graafschap Tipperary, in Ierland. Het is de zetel van zowel een rooms-katholieke als een Anglicaanse bisschop.
De plaats is vooral bekend om de Rock of Cashel, een archeologische plaats waarop zich de ruïnes van een klooster bevinden, en waar vroeger de residentie van de koningen van Munster was.

## Geschiedenis
In the 4e eeuw stichtten de Eóganachta hun hoofdstad op de heuvel en sindsdien resideerden hier de koningen van Munster. Sint Patricius zou hier de derde koning van Cashel, Aengus, hebben gedoopt, doch het is waarschijnlijker dat dit door Palladius gedaan is. 
In 977 werd Brian Boru hier tot koning van Munster gekroond. Hij was de eerste koning die niet van de Eóghanachta was sinds 500 jaar.
In 1101 kwam Cashel in handen van de bisschop van Limerick.
In 1172, bij de synode van Cashel, werd een einde gemaakt aan het Keltisch christendom in Ierland, toen het rooms-katholieke gezag werd opgelegd door koning Hendrik II van Engeland, gesteund door de pauselijke bul Laudabiliter waarmee hem de heerschappij over Ierland zou zijn geschonken.

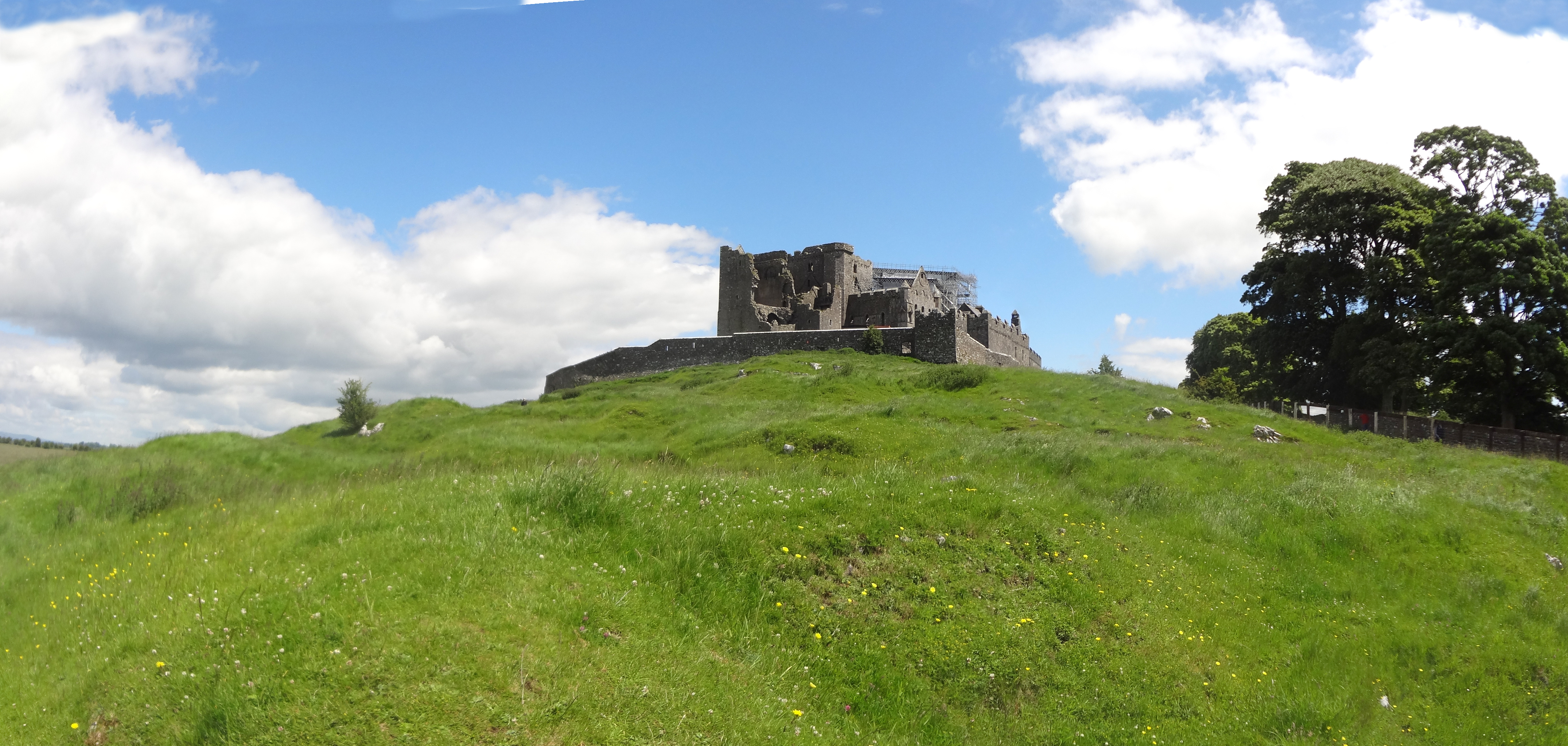
Rock of Cashel